# Kazula Vargas
Rodrigo Vargas (Ciudad de México, 15 de agosto de 1985) es un artista marcial mixto mexicano que compite en la división de peso ligero de LUX Fight League, donde es el actual campeón de peso ligero.

## Carrera de artes marciales mixtas

### Combate Americas
Comenzó su carrera profesional en MMA en 2011 y obtuvo un récord de 9-2 peleando principalmente para promociones regionales mexicanas. Tras esto, Vargas firmaría un par de peleas con Combate Americas. En su debut el 19 de enero de 2017 en Combate Americas 10, Vargas se enfrentó a Marco Antonio Eldipio, siendo derrotado por decisión dividida.
El 30 de junio de 2017, Vargas se enfrentó a Danny Ramirez en Combate Americas 15, ganando la pelea por decisión unánime. Posteriormente, se vio las caras con Mike de la Torre el 18 de mayo de 2018 en Combate Americas: Mexico vs. The World, llevándose la victoria por nocaut en solo 18 segundos.

### Ultimate Fighting Championship
Vargas hizo su debut en UFC contra Alex da Silva Coelho en UFC Fight Night 156 el 10 de agosto de 2019. Coelho lo superó en agarre durante toda la pelea y Kazula la perdió por decisión unánime.
Vargas se enfrentó a Brok Weaver en UFC Fight Night 167 el 15 de febrero de 2020. Perdió la pelea por descalificación cuando Vargas le dio un rodillazo a Weaver en la cabeza mientras estaba en el suelo.
Vargas estaba programado para enfrentar a Alan Patrick el 12 de septiembre de 2020 en UFC Fight Night 177, pero Vargas fue eliminado de la cartelera a principios de septiembre por razones no reveladas y reemplazado por Bobby Green.
Vargas se enfrentó a Rong Zhu en UFC 261 el 24 de abril de 2021. Ganó la pelea por decisión unánime.
Vargas se enfrentó a Paddy Pimblett el 19 de marzo de 2022 en UFC Fight Night 204. Perdió la pelea por sumisión en el primer asalto.
En mayo de 2022, se informó que fue liberado de UFC.

## Campeonatos y logros
- LUX Fight League
  - Campeonato de Peso Ligero de LUX (una vez, actual)
  - Peleador más viejo en ganar un combate en la historia de LUX (38 años)
  - Peleador más viejo en ganar un título en la historia de LUX (39 años, 3 meses)

## Récord en artes marciales mixtas
| Récord profesional | Récord profesional | Récord profesional |
| 22 peleas          | 16 victorias       | 6 derrotas         |
| ------------------ | ------------------ | ------------------ |
| Nocaut             | 7                  | 1                  |
| Sumisión           | 7                  | 2                  |
| Decisión           | 2                  | 2                  |
| Descalificación    | 0                  | 1                  |

| Resultado | Récord | Oponente                  | Método                            | Evento                                      | Fecha                    | Ronda | Tiempo | Localización             | Notas                                             |
| --------- | ------ | ------------------------- | --------------------------------- | ------------------------------------------- | ------------------------ | ----- | ------ | ------------------------ | ------------------------------------------------- |
| Victoria  | 16–6   | Alejandro Cerquera        | Sumisión (guillotine choke)       | LUX 047                                     | 1 de noviembre de 2024   | 2     | 1:40   | Ciudad de México         | Ganó el vacante Campeonato de Peso Ligero de LUX. |
| Victoria  | 15–6   | Román Córdova             | Sumisión (arm triangle choke)     | LUX 044                                     | 2 de agosto de 2024      | 1     | 4:42   | Ciudad de México         |                                                   |
| Victoria  | 14–6   | Román Córdova             | Sumisión (arm triangle choke)     | LMI Mexico 13                               | 23 de marzo de 2024      | 2     | 4:10   | Tlalnepantla de Baz      |                                                   |
| Victoria  | 13–6   | Caleb Cervantes           | Sumisión (kimura)                 | LMI Mexico 11                               | 10 de junio de 2023      | 1     | 2:49   | Tlalnepantla de Baz      |                                                   |
| Derrota   | 12–6   | Jesse Ronson              | TKO                               | Samourai MMA 6                              | 26 de mayo de 2023       | 1     | 1:35   | Gatineau, Quebec         |                                                   |
| Derrota   | 12–5   | Paddy Pimblett            | Sumisión (rear-naked choke)       | UFC Fight Night: Volkov vs. Aspinall        | 19 de marzo de 2022      | 1     | 3:49   | Londres                  |                                                   |
| Victoria  | 12–4   | Rong Zhu                  | Decisión (unánime)                | UFC 261                                     | 24 de abril de 2021      | 3     | 5:00   | Jacksonville, Florida    |                                                   |
| Derrota   | 11–4   | Brok Weaver               | DQ (rodillazo ilegal)             | UFC Fight Night: Anderson vs. Błachowicz 2  | 15 de febrero de 2020    | 1     | 4:02   | Río Rancho, Nuevo México |                                                   |
| Derrota   | 11–3   | Alex da Silva Coelho      | Decisión (unánime)                | UFC Fight Night: Shevchenko vs. Carmouche 2 | 10 de agosto de 2019     | 3     | 5:00   | Montevideo               |                                                   |
| Victoria  | 11–2   | Mike de la Torre          | KO (patada a la cabeza)           | Combate Americas: Mexico vs. The World      | 18 de mayo de 2018       | 1     | 0:18   | Tijuana                  |                                                   |
| Victoria  | 10–2   | Danny Ramirez             | Decisión (unánime)                | Combate Americas 15                         | 30 de junio de 2017      | 3     | 5:00   | Ciudad de México         |                                                   |
| Derrota   | 9–2    | Marco Elpidio             | Decisión (dividida)               | Combate Americas 10                         | 19 de enero de 2017      | 3     | 5:00   | Ciudad de México         |                                                   |
| Victoria  | 9–1    | Iván Castillo             | Sumisión (guillotine choke)       | TWC 25                                      | 7 de octubre de 2016     | 3     | 2:05   | Porterville, California  |                                                   |
| Victoria  | 8–1    | León Lara                 | TKO (golpes)                      | Coliseo Fight Series 6                      | 8 de mayo de 2016        | 1     | 3:37   | México                   |                                                   |
| Victoria  | 7–1    | Juan Ramón Grano          | Sumisión (rear-naked choke)       | Beat Down MMA 1                             | 17 de octubre de 2015    | 2     | 0:31   | Toluca de Lerdo          |                                                   |
| Victoria  | 6–1    | Antonio Arellano González | KO (golpes)                       | Jasaji Fighting League 7                    | 28 de marzo de 2015      | 1     | N/A    | Tlalnepantla de Baz      |                                                   |
| Victoria  | 5–1    | Jordan Williams           | TKO (paro médico)                 | TPF 19: Throwback Thursday                  | 19 de junio de 2014      | 1     | 5:00   | Lemoore, California      |                                                   |
| Derrota   | 4–1    | Jose Caceres              | Sumisión (reverse triangle choke) | Combate Americas: Level vs. Arzeno          | 12 de diciembre del 2013 | 1     | 3:08   | Miami, Florida           |                                                   |
| Victoria  | 4–0    | Francisco Velázquez       | TKO (golpes)                      | Coliseo Gladiadores Black Samurai           | 20 de julio de 2013      | 1     | 3:37   | León                     |                                                   |
| Victoria  | 3–0    | Alfredo Morales           | KO (golpe)                        | Xtreme Kombat 11                            | 29 de abril de 2012      | 2     | 0:37   | Ciudad de México         |                                                   |
| Victoria  | 2–0    | Alejandro Saaveda         | KO (golpe)                        | Xtreme Kombat 7                             | 29 de enero de 2012      | 1     | 0:11   | Ciudad de México         |                                                   |
| Victoria  | 1–0    | Mario Torres              | Sumisión (armbar)                 | Xtreme Fighters Latino                      | 28 de julio de 2011      | 1     | 0:33   | Guanajuato               |                                                   |